# Free Word Centre
Het Free Word Centre is een internationaal centrum ter bevordering van literatuur, alfabetisme en vrije meningsuiting in de wijk Farringdon in Londen. Het centrum wordt gesubsidieerd door Arts council (in Nederland de Raad voor Cultuur).
Het centrum werd in juni 2009 geopend en huisvest tien organisaties, te weten Apples & Snakes, ARTICLE 19, The Arvon Foundation, Booktrust, Dalkey Archive Press, de Engelse PEN-club, Free Word, Index on Censorship, The Literary Consultancy, The Reading Agency en JNews